# Verbigracia
Verbigracia (de la locución adverbial latina, verbi gratia, lit. ‘por gracia de la palabra’) es un adverbio culto que significa ‘por ejemplo’. Es muy utilizada con fines didácticos como conector discursivo ejemplificativo. También se puede usar como sustantivo.
Verbi gratia es una locución adverbial latina, por lo que debe ir en cursiva, al igual que sus abreviaturas v. gr. o v. g. Gramaticalmente, está formada por verbi, genitivo del sustantivo neutro verbum (‘palabra’), y la preposición «impropia» gratia, que va pospuesta.